# Tons of Funk
Tons of Funk is een professioneel worsteltag team dat actief is in de WWE. De leden van dit team zijn Brodus Clay en Tensai. De overige leden, Cameron en Naomi, zijn danseressen van dit team en worstelen ook samen als The Funkadactyls.

## Geschiedenis
In een aflevering van Raw op 11 februari 2013, maakten Brodus Clay en Tensai hun debuut als tag team en wonnen hun eerste tag team match door Primo & Epico te verslaan. In een aflevering van Main Event op 27 maart 2013, verschenen Cameron en Naomi op het podium en kondigden aan, dat het duo, Brodus Clay en Tensai, voortaan worstelden onder de naam: Tons of Funk.

## In het worstelen
- Finisher van Brodus Clay
  - What the Funk?

- Finisher van Tensai
  - Gomnnasai

- Bijnaam
  - "Funkassaurus" - Brodus Clay

- Opkomstnummers
  - "Somebody Call My Momma" van Jim Johnston (17 februari 2013 - heden)